# Olena Proščenko
Olena Ivanivna Proščenko (in ucraino Олена Іванівна Прощенко?; 15 settembre 1971) è un'ex cestista ucraina, fino al 1991 sovietica.

## Carriera
Con l'Ucraina ha disputato i Campionati europei del 2001.